# Elieo
Nella mitologia greca,  Elieo  era il nome del padre di Eunosto di Tanagra.

## Il mito
Eunosto decretandosi innocente di uno stupro fu invece ucciso dai fratelli della vittima Bucolo, Leonte e Echemo (o Ochemo a seconda delle fonti). Elieo vedendosi il figlio ucciso giurò di trovare giustizia e vendetta. Dapprima riuscì a catturare i fratelli assassini e li cacciò via dal regno, successivamente volendo comprendere la realtà della vicenda parlò con Ocna, la ragazza che aveva dichiarato di essere stata maltrattata. La donna si pentì affermando che era innamorata di Eunosto e vedendosi rifiutata inventò la storia. La vendetta fu compiuta quando la ragazza, non trovando pace, si uccise impiccandosi.

### Fonti
- Plutarco, Qu. Graec 40

### Moderna
- Anna Ferrari, Dizionario di mitologia, Litopres, UTET, 2006, ISBN 88-02-07481-X.